# Hydrellia hawaiiensis
Hydrellia hawaiiensis är en tvåvingeart som beskrevs av Cresson 1936. Hydrellia hawaiiensis ingår i släktet Hydrellia och familjen vattenflugor. Inga underarter finns listade i Catalogue of Life.